# Paul Dolscius
Paul Dolscius (auch: Dolscio; * 1526 in Plauen; † 9. März 1589 in Halle (Saale)) war ein deutscher Mediziner, Pädagoge und Dichter.

## Leben
Als Sohn des Johannes Dolscius (auch Toltz genannt) geboren, genoss er unterrichtet von seinem Vater seine erste Ausbildung. Früh ging der an die Universität Wittenberg, wo er vor allem von Philipp Melanchthon seine Förderung erhielt. Angeregt von diesem beschäftigte er sich mit der griechischen Sprache und wurde 1551 von diesem zum Rektor der Parochialschule an der Hallenser Marienkirche empfohlen.
Dieser Stelle stand er bis 1560 vor und ging nach Italien um ein medizinisches Studium zu absolvieren. Von dort kehrte er als Doktor der Medizin nach Halle zurück und wurde Stadtphysikus. 1573 übernimmt er das Amt eines Oberbornmeisters, wurde 1575 als Kirchvater Mitglied des Kirchenvorstandes der Marienkirche und 1580 Ratsmeister der Stadtverwaltung.
Vor allem während seiner Rektorenzeit verfasste er verschiedene griechische Dichtungen und Übersetzungen, mit denen er sich einen Namen machte. Dadurch, dass er sich zweimal in einflussreiche Hallenser Familien eingeheiratet hatte, gelangte er auch in die ansehnlichen Ämter. Aus seiner am 14. August 1554 geschlossenen erste Ehe mit Marie, der Tochter des Magisters und Pfänners Wolfgang Bausen, ist der Sohn Augustin bekannt.
Nachdem seine erste Frau verstorben war, heiratete er Anne, die Tochter des halleschen Kämmerers Hans Kost. Aus der zweiten Ehe sind die Kinder Miriam und Benignam bekannt. Zum Gedächtnis seiner Nachkommenschaft errichtete er 1568 auf dem halleschen Stadtgottesacker einen Stein mit seinem eingehauenen Bild, lateinischem Epitaphium und einem griechischen Distichon.

## Werkauswahl
- Δαβίδου προφήτου καὶ βασιλέως μέλος - Psalterium Prophetae & Regis Davidis versibus, elegiacis redditum a Paulo Dolscio, Plauensi, Basileae ex offic. Oporiniana, 1555 ub.unibas.ch
- Confessio Augustana, exhibita Carolo V. Imperatori invictissimo, Caesari Aug. Ao. 1530, Graece reddita a Paulo Dolscio, Plavensi, Wittenberg 1558, 1587, Basel 1559, Leipzig 1730
- Sapientia Jesu Siracidae Graeco Elegiaco carmine, Leipzig 1571
- Ecclesiastes Salomonis Graecis versibus redditus, Leipzig 1559
- Έκλογή τινών εκ Λουκιανου - Selecta quaedam ex Luciano opuscula & diversorum Autorum epistolae Graece, Leipzig 1569 digitale.bibliothek.uni-halle.de